# 谭天度
谭天度（1893年4月—1999年5月30日），广东省高明区明城镇人，为中国共产党“高明三谭”（谭平山、谭天度、谭植棠）之一，是广东省党龄最长的中国共产党党员。